# Tire-veille
Tire-veille est un terme de marine désignant une corde servant de rampe à l'escalier extérieur d'un navire.

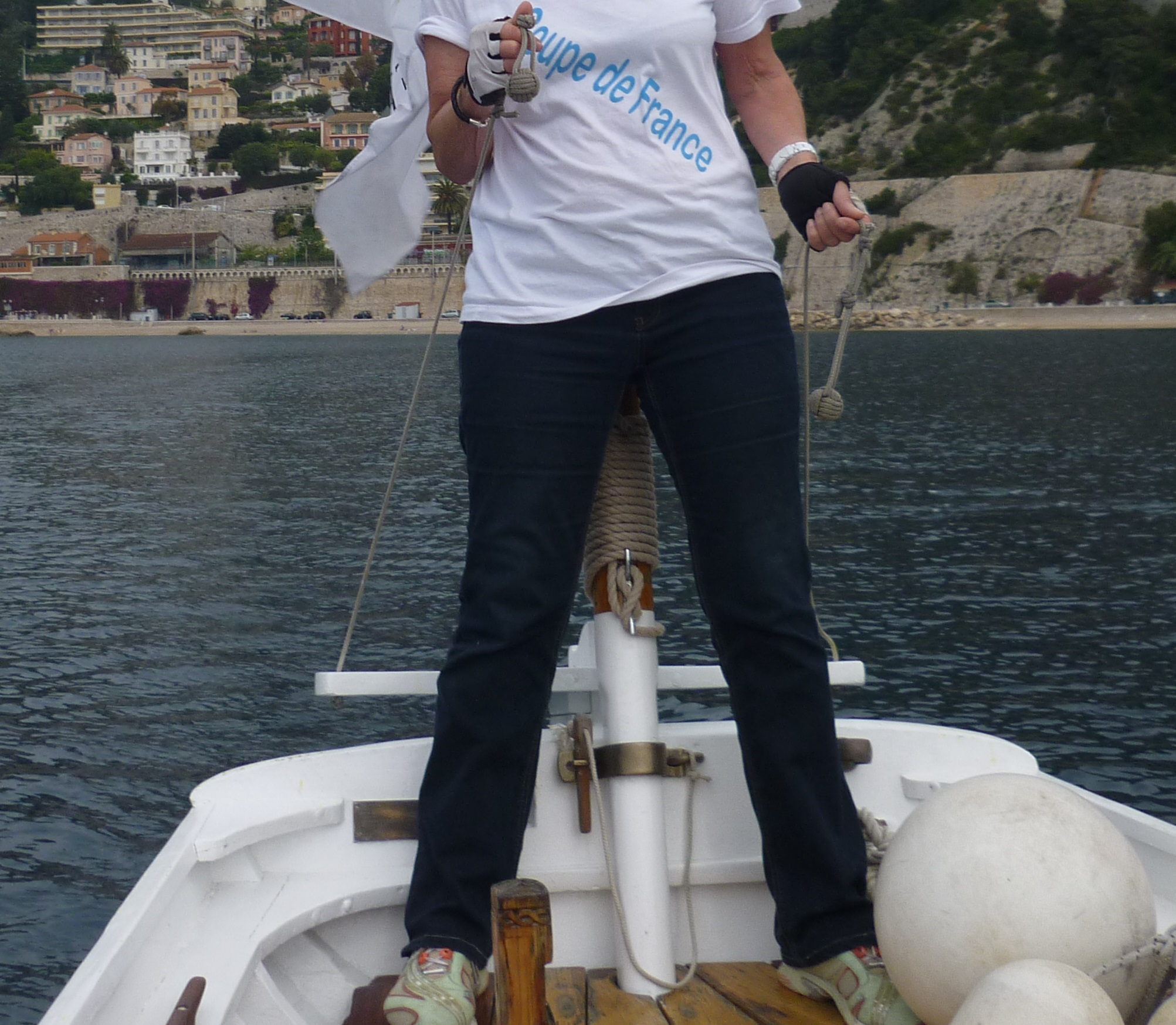
Barre à tire-veille sur une yole de Bantry.

Il y en a une de chaque côté de cette échelle. Par extension : les garde-fous ou sauvegardes tendus sur le beaupré. C'est également le nom donné au cordage semi élastique servant à sortir de l'eau la voile d'une planche à voile.
Le tire-veille ou plutôt les tire-veilles (au nombre de deux) sont aussi un dispositif pour diriger un canot à avirons ou une périssoire de course avec barreur.
Sur une embarcation à avirons, les tire-veilles sont reliés au gouvernail (la barre de gouvernail est alors perpendiculaire à la quille du bateau au lieu d'être longitudinale).
Le barreur, qui fait face à l'avant, a le gouvernail dans son dos et peut ainsi veiller à la route suivie, éviter les obstacles, encourager ceux qui rament (en mer les puristes parlent de nager aux avirons plutôt que de ramer), et leur donner la bonne cadence.